# Fayón
Fayón (katalánul: Faió) település Spanyolországban,  Zaragoza tartományban. Fayón Almatret, La Pobla de Massaluca, Riba-roja d'Ebre, Mequinenza és Nonaspe községekkel határos. Lakosainak száma 430 fő (2024).

## Népesség
A település népessége az utóbbi években az alábbiak szerint változott:
| Lakosok száma | 384  | 395  | 434  | 422  | 384  | 348  | 347  | 379  | 397  | 430  |
|               | 2001 | 2004 | 2007 | 2009 | 2012 | 2014 | 2017 | 2019 | 2022 | 2024 |